# Королевская шекспировская труппа
«Королевская шекспировская труппа» (англ. Royal Shakespeare Company, RSC) — крупная британская театральная труппа, базирующаяся в Стратфорде-на-Эйвоне, графство Уорикшир, Англия. RSC ежегодно выпускает около 20 театральных постановок, которые регулярно демонстрируются в Лондоне, Ньюкасле и других городах Великобритании и по всему миру.
Труппа была создана королевским указом 20 марта 1961 года. Её основой стала труппа Шекспировского мемориального театра, который был переименован в Королевский шекспировский театр. Во главе труппы встал Питер Холл. За время существования RSC приобрела несколько новых театров и получила в своё распоряжение дополнительные сценические площадки, в том числе театр Олдвич в Лондоне.
Традиционный репертуар труппы составляют пьесы Шекспира и его современников. Помимо них RSC продюсирует и другие постановки, в том числе современных авторов, а также устанавливает творческие связи с ведущими театральными деятелями других стран и образовательными учреждениями, способствуя популяризации творчества Шекспира.

## Хронология
- 1961 — Создание труппы
- 1974 — Открытие Other Place
- 1986 — Открытие Swan Theatre
- 1991 — Реконструкция Other Place
- 2006 — Открытие Courtyard Theatre
- 2010 — Открыты после реконструкции Королевский шекспировский театр и Swan Theatre.